# کورای آلتینای
کورای آلتینای (انگلیسی: Koray Altınay؛ زادهٔ ۱۱ اکتبر ۱۹۹۱) بازیکن فوتبال اهل ترکیه است.
از باشگاه‌هایی که در آن بازی کرده‌است می‌توان به باشگاه فوتبال بایرن مونیخ ۲، باشگاه فوتبال یان رگنسبورگ، و باشگاه فوتبال چای‌کار ریزه‌اسپور اشاره کرد.
وی همچنین در تیم ملی فوتبال Turkey A2 بازی کرده‌است.